# Quartina (Villon)
La Quartina (Le quatrain que feit Villon quand il fut jugé à mourir) è un breve componimento poetico senza titolo di François Villon, di soli quattro versi (da cui il nome).
Questa quartina è stata probabilmente scritta quando, stanco di vivere e fatalista, Villon era incarcerato allo Châtelet di Parigi per l'«affare Ferrebouc» e non aveva ancora presentato appello; pertanto egli era in attesa della sua esecuzione per impiccagione. Allo stesso periodo risale La ballata degli impiccati. La poesia racchiude, in quattro ottosillabi, la quintessenza dell'arte di Villon, il suo smarrimento e il suo odio feroce nei confronti dello scorrere del tempo e della morte, così come il suo humour e la sua vivacità di spirito, sempre presenti.
Il testo (originale in francese medio, traduzione letterale in italiano):
| Je suis François, dont il me poise Né de Paris emprès Pontoise Et de la corde d'une toise Saura mon col que mon cul poise | «Io sono François e ciò mi pesa Nato a Parigi presso Pontoise E dalla corda lunga una tesa Il mio collo saprà quanto il mio culo pesa» |

Verso 1
La quartina comincia con un gioco di parole sul nome del poeta, «François» (Francesco), che significa anche «Français» (francese): questo doppio senso è presentato come un doppio colpo della sorte. In un caso, ciò che gli pesa e lo opprime («me poise»), è semplicemente di essere se stesso, di aver conosciuto una vita d'erranza e di miseria. Ha vissuto come un miserabile e si prepara a morire come tale. L'altro fardello è la sua nazionalità, e a ragione: Robin Daugis, per quanto ben più coinvolto di lui nell'affare Ferrebouc, ha beneficiato in qualità di savoiardo di una giustizia meno sbrigativa. D'altronde egli attenderà invano il suo processo, fino a novembre, quando verrà graziato in occasione dell'arrivo a Parigi del Duca di Savoia.
Verso 2
Inversione dell'ordine gerarchico tra le città: Pontoise sembra prendere il sopravvento su Parigi, non per caso o per la rima: il prevosto di Parigi che fa condannare Villon è Jacques de Villiers, signore de L'Isle-Adam, presso Pontoise. Questa città è inoltre nota per la sua lingua castigata; il contrasto con l'ultimo verso risulta così più divertente. Jean Dufournet nota inoltre che Pontoise dipende per gli affari di giustizia dalla prévôté di Parigi. Conclusione amara: quale che sia l'ordine d'importanza di queste città, Villon è in trappola e non può sfuggire al prevosto e alle sue decisioni.
Versi 3 e 4
Se sono espliciti e in apparenza non racchiudono sensi nascosti, essi sono ammirevoli dal punto di vista della versificazione. V'è innanzi tutto l'allitterazione di «mon col» e «mon cul», simmetrica a «que». Inoltre, si nota un'assonanza nella cesura tra «corde» e «col». il tutto provoca un'accelerazione del ritmo che conduce dai primi due versi, dal registro castigato e dal contenuto quasi amministrativo (Villon declina la propria identità), ai due seguenti che svelano la battuta e usano un linguaggio popolare o addirittura gergale («la corde d'une toise» equivale alla forca) per arrivare in apoteosi alla volgarità della parola «cul» respinta al limite estremo della quartina.